# Folkways Records

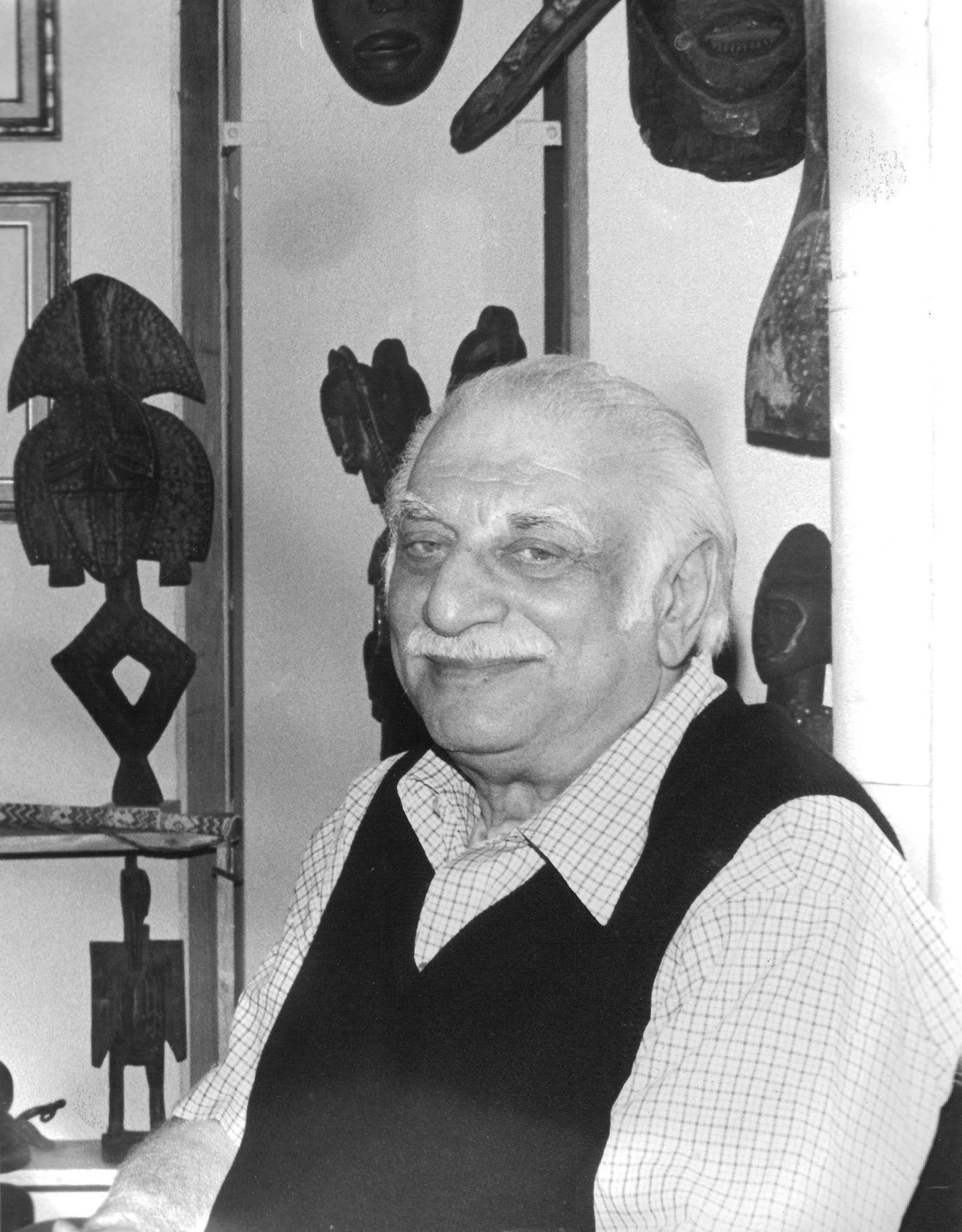
Moses Asch (Mai 1978)

Folkways Records est un éditeur de disques américain spécialisé dans le folk et les musiques du monde qui fut créée en 1948, à New York par Moses Asch et Marian Distler, avec pour objectif d'enregistrer des musiques traditionnelles du monde entier. Entre cette date, et celle de la mort de Moses Ash, survenue en 1986, la société publia 2168 albums de musique traditionnelle et contemporaine qui proviennent du monde entier, de textes dits en des langues multiples, et des enregistrements documentaires d'individus, de communautés ou d'évènements qui se déroulaient.
Le soutien que Moses Asch apporta à des auteurs-compositeurs-interprètes tels que Leadbelly et Woody Guthrie fit de son entreprise, avec Verve Records, l'un des labels indépendants dont l'influence sur la musique folk contemporaine fut majeure. Quand Moses Asch disparut en 1986, le catalogue et les archives commerciales de Folkways Records furent cédés à la Smithsonian Institution où ils constituent l'une des plus importantes collections du label Smithsonian Folkways Recordings.

## Principaux artistes
Les artistes suivants ont contribué, à un moment ou à un autre de leur carrière, aux enregistrements de Folkway Records :
- The Almanac Singers
- Dock Boggs
- Big Bill Broonzy
- Guy Carawan
- The Carter Family
- Elizabeth Cotten
- Duke Ellington
- Flatt & Scruggs
- The Freedom Singers
- Alice Gerrard
- Dizzy Gillespie
- Woody Guthrie
- Lightnin' Hopkins
- Cisco Houston
- Charles Ives
- Ella Jenkins
- Leadbelly
- John Lomax
- Pete Seeger